# Lengua aislante

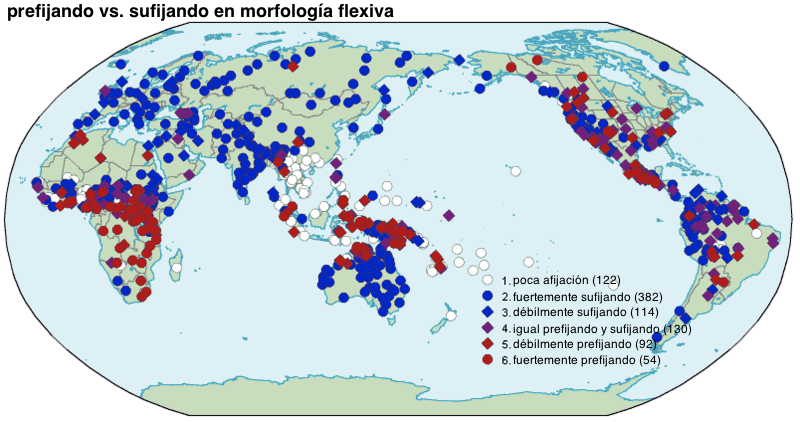
Mapa donde se muestra la ocurrencia de lenguas aislantes (blanco), principalmente en el sureste asiático y Oceanía. El mapa se basa en una amplia muestra tipológicamente equilibrada.

En tipología lingüística, lengua aislante o lengua analítica es aquella cuyas palabras tienden a ser monoformáticas y presentan ninguno o muy pocos procedimientos derivativos o flexivos, por lo que las palabras complejas son casi siempre el resultado de composición.
El moderno chino estándar, las lenguas tai-kadai y las lenguas austronesias son ejemplos ilustrativos de lenguas aislantes.   Entre las lenguas de América, las lenguas macro-yê son muy aislantes.  No todas las palabras de las lenguas aislantes constan de un solo morfema: por ejemplo, tanto en chino como en tai existen numerosos ejemplos de palabras polisilábicas formadas por composición.
Las lenguas aislantes o analíticas representan el tipo complementario de las sintéticas (ya sean aglutinantes o fusionantes). Las bases de datos útiles para la comparación tipológica sugieren que menos del 14 % de las lenguas del mundo son aislantes.

## Introducción
Las diversas lenguas siníticas (llamadas en conjunto chino) son el caso de lenguas analíticas más ampliamente mencionado. Para ilustrar su carácter aislante puede citarse el siguiente ejemplo:
(1)
| 我                                                                                 | 的       | 朋友    | 们  | 都   | 要     | 吃    | 蛋    |
| wǒ                                                                                 | de       | péngyou | men | dōu  | yào    | chī   | dàn   |
| Yo                                                                                 | POSESIVO | amigo   | PL  | todo | querer | comer | huevo |
| 'Todos mis amigos quieren comer huevos' [='Mis amigos todos quieren comer huevos'] |          |         |     |      |        |       |       |
Tal y como se observa en este ejemplo, casi siempre se corresponde una sílaba con un concepto. Si comparamos el chino y el español, se observa que el español no comparte las características analíticas del chino, ya que el español emplea bastantes sufijos para marcar, por ejemplo, número (como -s) y género (como -o/-a) en sustantivos y determinantes; persona en determinantes y verbos; así como en el verbo marcan aspecto, número, modo y tiempo. Si comparamos la oración del ejemplo en chino y su traducción al inglés (All my friends want to eat eggs.), se observa que aunque el inglés es una lengua algo analítica (bastante más que el español), también contiene algunos rasgos aglutinantes, tales como el morfema flexivo -/s/ para marcar el plural en los sustantivos "friend-s" y "egg-s".
En el Sudeste Asiático existen muchas otras familias de lenguas que también son aislantes y analíticas, como por ejemplo las lenguas tai y el vietnamita. Cuando una lengua analítica se compara con una lengua altamente sintética, por ejemplo el alemán, el contraste es evidente:
| Der Mann                                             | Die Männer                               |
| «El».masculino.nominativo.singular «hombre».singular | «Los».nominativo.plural «hombres».plural |

En el ejemplo se observa que el morfema alemán «Der» se corresponde simultáneamente con cuatro conceptos distintos, y el morfema «Die» se refiere a tres conceptos (el alemán no distingue género en plural), pero las normas que establecen la relación entre «der» y «die» de esta forma son bastante arbitrarias, lo cual provee una naturaleza fusional a este conjunto de morfemas. Además, la palabra «Männer» se corresponde con dos conceptos y se relaciona con la palabra «Mann» tanto mediante la marca de plural /-er/ como con el proceso de umlaut que cambia la vocal «a» por la «ä» en muchos plurales de la lengua alemana. De esta manera, la formación de plurales en alemán está gobernada por una norma de carácter flexivo. Como conclusión, se puede decir que la tipología lingüística del alemán se encuentra entre las lenguas aglutinantes y las lenguas fusionales.

## Distinción entre analítico y aislante
Una lengua analítica no tiene necesariamente por qué ser una lengua aislante. Conceptualmente una lengua es analítica cuando usa relaciones sintácticas, es decir, palabras sueltas o separadas para expresar relaciones gramaticales; mientras que una lengua es aislante cuando sus palabras suelen ser monomorfémicas o tener un promedio cercano a un morfema por palabra. Sin embargo, estadísticamente sí existe una correlación entre ambas características: las lenguas analíticas suelen ser aislantes, y por otra parte las lenguas aislantes necesariamente deben ser analíticas ya que sus palabras suelen constar de una raíz desnuda sin marcas morfológicas que permitan señalar rasgos gramaticales.
El chino clásico es una lengua analítica y mucho más aislante que el chino moderno. Sin embargo, algunos autores arguyen que el chino moderno usa tan extensivamente la composición de raíces que está lejos de ser una lengua aislante pura. No obstante, el chino moderno claramente sigue siendo una lengua analítica aunque su carácter de lengua muy aislante sea discutible.

## Rasgos de las lenguas aislantes analíticas
El orden de las palabras en las lenguas aislantes suele estar regido por un orden sintáctico bastante estricto e inmutable. Esto se debe a que las palabras no cuentan con marcas morfológicas para mostrar su papel temático, por lo que el orden relativo al ser el único mecanismo disponible a tal fin es muy significativo. Por ejemplo, en chino y en inglés se utiliza el orden de las palabras para mostrar la relación sujeto-objeto. En chino también se emplea el orden de la secuencia de palabras para mostrar si un artículo es determinado o indeterminado, la relación entre rema y tema, el papel de los adverbios (si son descriptivos o contrastivos), etc.
Además, las lenguas analíticas suelen tender a depender bastante en el contexto y en consideraciones pragmáticas para interpretar la información de la oración, ya que no especifican tanto como las lenguas sintéticas en términos tales como la concordancia y referencialidad entre distintas partes de la oración.

## Ejemplos de lenguas analíticas
Lista de lenguas altamente analíticas:
- Las lenguas siníticas, normalmente conocidas en conjunto como chino.
- Diversas lenguas austroasiáticas del Sureste Asiático, como el idioma vietnamita.
- Las lenguas tai-kadai del Sureste Asiático.[5] [página requerida]
- Las lenguas hmong-mien del Sureste Asiático
- Las lenguas austronesias (SE de Asia, Taiwán y Pacífico). [cita requerida]
- Las lenguas mandé en África occidental.[6] [página requerida]
- La lengua yoruba en África occidental
- La lengua sango en África central
- Las lenguas otomangueanas en Mesoamérica.[7] [página requerida]
- Las lenguas macro-yê en América del Sur.[3] [página requerida]
- Diversas lenguas criollas
- Diversas lenguas construidas, tales como: loglan, lojban, solresol, sona, Toki Pona, Elefen (Lingua Franca Nova), novial, Glosa, interglossa, latino sine flexione